# 日曆所
日曆所，宋朝中央官修史书编修机构之一。日曆指按日编制的史料长编。掌记录国家时政，修撰国史。
宋朝编修机构之多、成书量之浩，前代未有。中书省设编修条例司，枢密院设编修司，还有敕令所、玉牒所。唐顺宗永贞元年（805年）九月，令史官修撰日历，是修日历的开始。宋初隶属于门下省编修院，专掌国史、实录，修纂日曆。宋神宗元丰四年（1081年）废编修院，日曆所归史馆。元丰五年（1082年）元丰改制，改属秘书省国史案。由著作郎与著作佐郎掌管，以宰相、执政时政记、起居郎与起居舍人起居注所记事会集修撰。元丰六年（1083年）诏秘书省正副长官不得参预著作修纂日曆之事，进书须系衔，以防漏泄，如旧编修院的规定。宋哲宗元祐五年（1090年），改国史案置国史局，专掌国史、实录，编修日曆，改隶属门下省。绍圣二年（1095年），命日曆所还属秘书省。宋高宗绍兴元年（1131年），改为修日曆所，命本省正副长官一起修纂。绍兴三年（1133年），诏令宰相提举，侍从官修撰，改称修国史日曆所。绍兴十年（1140年），诏令依旧制并归秘书省国史案，以著作郎与著作佐郎修纂。不久又改名国史日曆所，并修《神宗、哲宗宝训》。宋孝宗隆兴元年（1163年），诏编类圣政所并入日历所，依旧以宰相提领。